# Trioza rubicola
Trioza rubicola är en insektsart som beskrevs av Leonard D. Tuthill 1943. Trioza rubicola ingår i släktet Trioza och familjen spetsbladloppor. Inga underarter finns listade i Catalogue of Life.